# Modern pajzsok

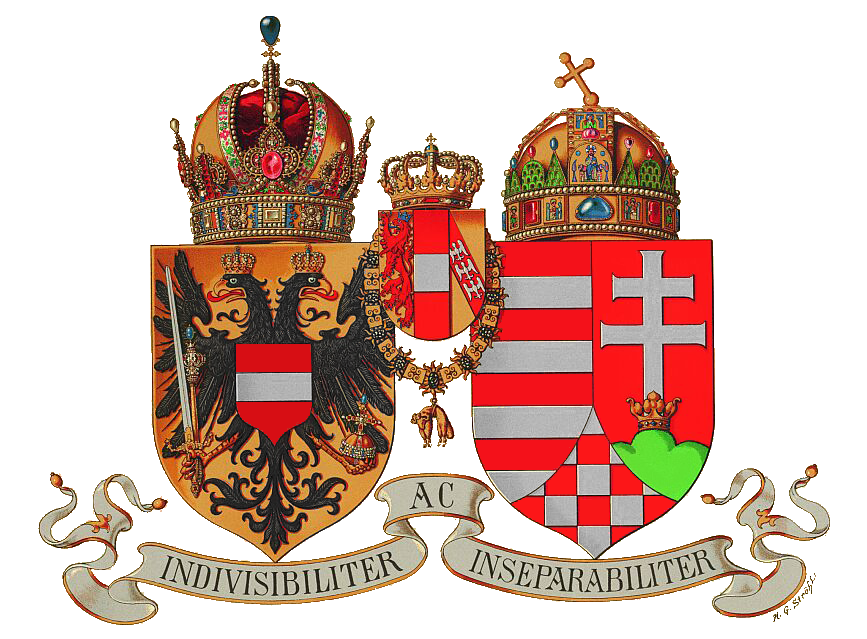
Csücsköstalpú modern pajzs az Osztrák–Magyar Monarchia kiscímerében (1916)

A modern pajzsok olyan heraldikai címerpajzsok, melyek a holt heraldika kései korszakában, a francia forradalom után, az ipari forradalom alatt és korunkban jöttek létre.
Az első modern pajzsok a Felvilágosodástól kezdve a klasszicizmus és a romantika korában jelentek meg (elsősorban Franciaországban és Angliában). Elhagyták a reneszánsz és barokk pajzsok túldíszített formáit és a gótika korának egyszerű pajzsformáihoz nyúltak vissza. Az irodalomban és a művészetben is ugyanekkor került sor a „hősi“ középkor újrafelfedezésére és eszményítésére. Ennek eredménye a heraldikában is egy sor 18-19. századi egyszerű pajzsforma kialakulása lett, miközben a címerfestők is egy újabb, leegyszerűsített címerművészeti stílust honosítottak meg.
A modern pajzsok általában a háromszögű vagy a csücsköstalpú pajzshoz nyúlnak vissza. Ennek megfelelően az oldaluk ívelt vagy egyenes. A barokk pajzsformákra jellemző többszörös íveltség legfeljebb a pajzs tetején nyilvánul meg. A pajzs felső sarkait egyes típusoknál jellegzetes füllel látják el. A modern pajzsok minden tisztaságuk ellenére sem heraldikusak, mivel a holt heraldika korának hivatali heraldikájához tartoznak, melyeket sohasem használtak a csatában. Ilyen pajzsformák figyelhetők meg az Egyesült Államokban elterjedt katonai és egyéb plaketteken, valamint egyes katonai jelvényeken is. A magyar és a közép-európai heraldikában ezen pajzsok többségét nem használták, hanem a régebbi pajzsoknál maradtak meg.